# SMPD3
La esfingomielina fosfodiesterasa 3 es una enzima que en humanos está codificada por el gen SMPD3. Cataliza la hidrólisis de esfingomielina para formar ceramida y fosfocolina. La ceramida media en numerosas funciones celulares, como la apoptosis y la detención del crecimiento, y es capaz de regular estos 2 eventos celulares de forma independiente. También hidroliza la esfingosilfosfocolina. Regula el ciclo celular actuando como supresor del crecimiento en células confluentes. Probablemente actúa como regulador del desarrollo posnatal y participa en la mineralización de los huesos y la dentina.